# Donja Kozica (Oštra Luka)
Pour les articles homonymes, voir Donja Kozica.
Donja Kozica (en serbe cyrillique : Доња Козица) est un village de Bosnie-Herzégovine. Il est situé dans la municipalité d'Oštra Luka et dans la république serbe de Bosnie. Selon les premiers résultats du recensement bosnien de 2013, il compte 254 habitants.
Avant la guerre de Bosnie-Herzégovine, le village faisait partie de la municipalité de Sanski Most ; après la guerre, il a été partiellement rattaché à la municipalité d'Oštra Luka nouvellement créée et intégrée à la république serbe de Bosnie.

## Démographie

### Évolution historique de la population dans la localité
| 1948 | 1953 | 1961 | 1971 | 1981 | 1991 | 2013 |
| ---- | ---- | ---- | ---- | ---- | ---- | ---- |
| -    | -    | 933  | 911  | 769  | 606  | 254  |

|  |

### Communauté locale
En 1991, Donja Kozica faisait partie de la communauté locale de Kozica qui comptait 850 habitants, répartis de la manière suivante :